# Stein

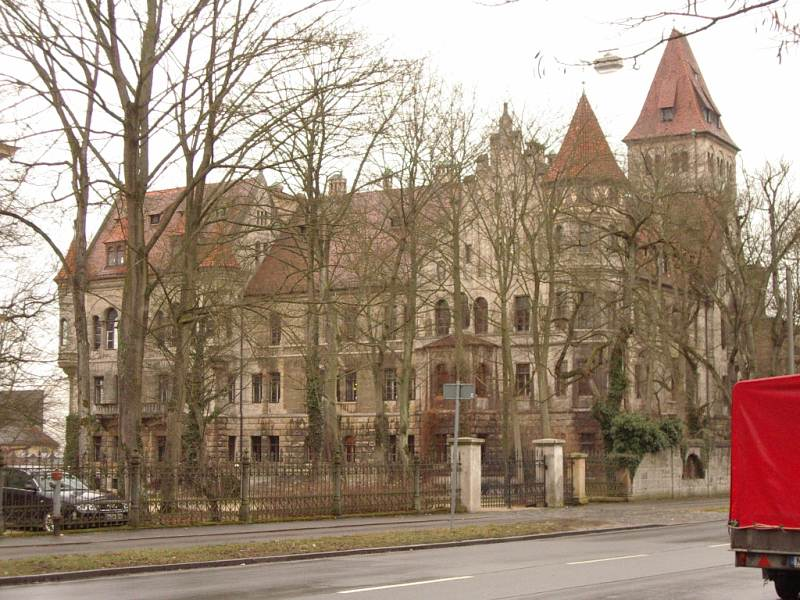
Zamek

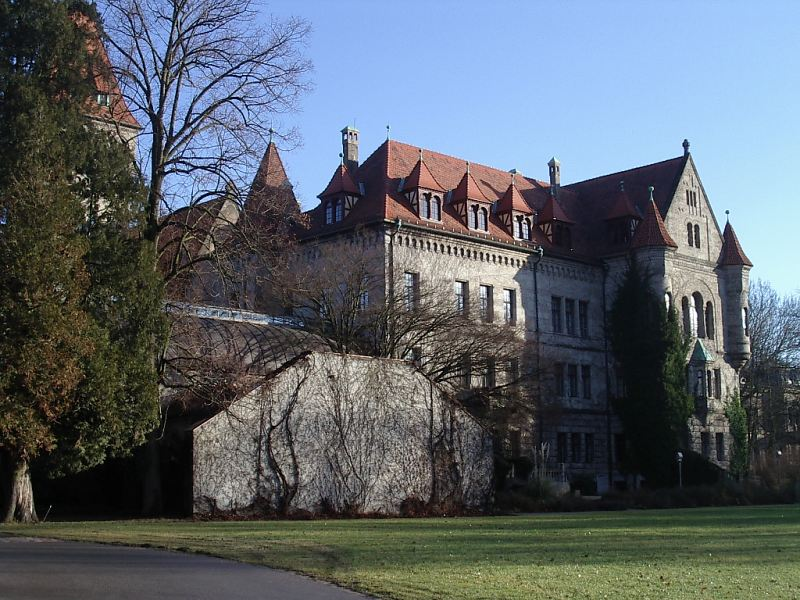
Zamek

Stein – miasto w Niemczech, w kraju związkowym Bawaria, w rejencji Środkowa Frankonia, w regionie Industrieregion Mittelfranken, w powiecie Fürth. Leży w Okręgu Metropolitarnym Norymbergi, ok. 6 km na południowy zachód od centrum Norymbergi i ok. 5 km na południowy wschód od Zirndorfu, nad rzeką Rednitz, przy drodze B2, B14 i linii kolejowej Norymberga – Nördlingen.

## Dzielnice
W skład miasta wchodzą następujące dzielnice: 
- Stein mit Deutenbach
- Unterweihersbuch
- Oberweihersbuch
- Bertelsdorf
- Eckershof
- Gutzberg
- Loch
- Unterbüchlein
- Oberbüchlein
- Sichersdorf

## Współpraca
Miejscowości partnerskie:
- Falkenstein/Vogtl., Saksonia
- Guéret, Francja
- Puck, Polska